# パオロ・ダル・ポッツォ・トスカネッリ

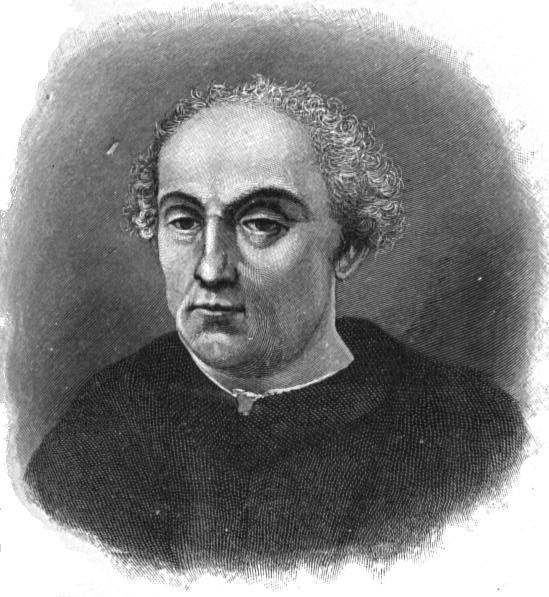
トスカネッリ

パオロ・ダル・ポッツォ・トスカネッリ（Paolo dal Pozzo Toscanelli, 1397年 - 1482年5月10日）は、イタリア・フィレンツェの地理学者・数学者・天文学者。トスカネリとも表記される。
フィレンツェ（フィレンツェ共和国）で生まれ、パドヴァ大学で数学を学んだ。1474年に地球球体説を主張し、クリストファー・コロンブスに影響を与えたとされることがあるが、実際にはその150年以上前に書かれたダンテの『神曲』地獄篇に地球球体説を前提とした描写が見られる。

## 生涯

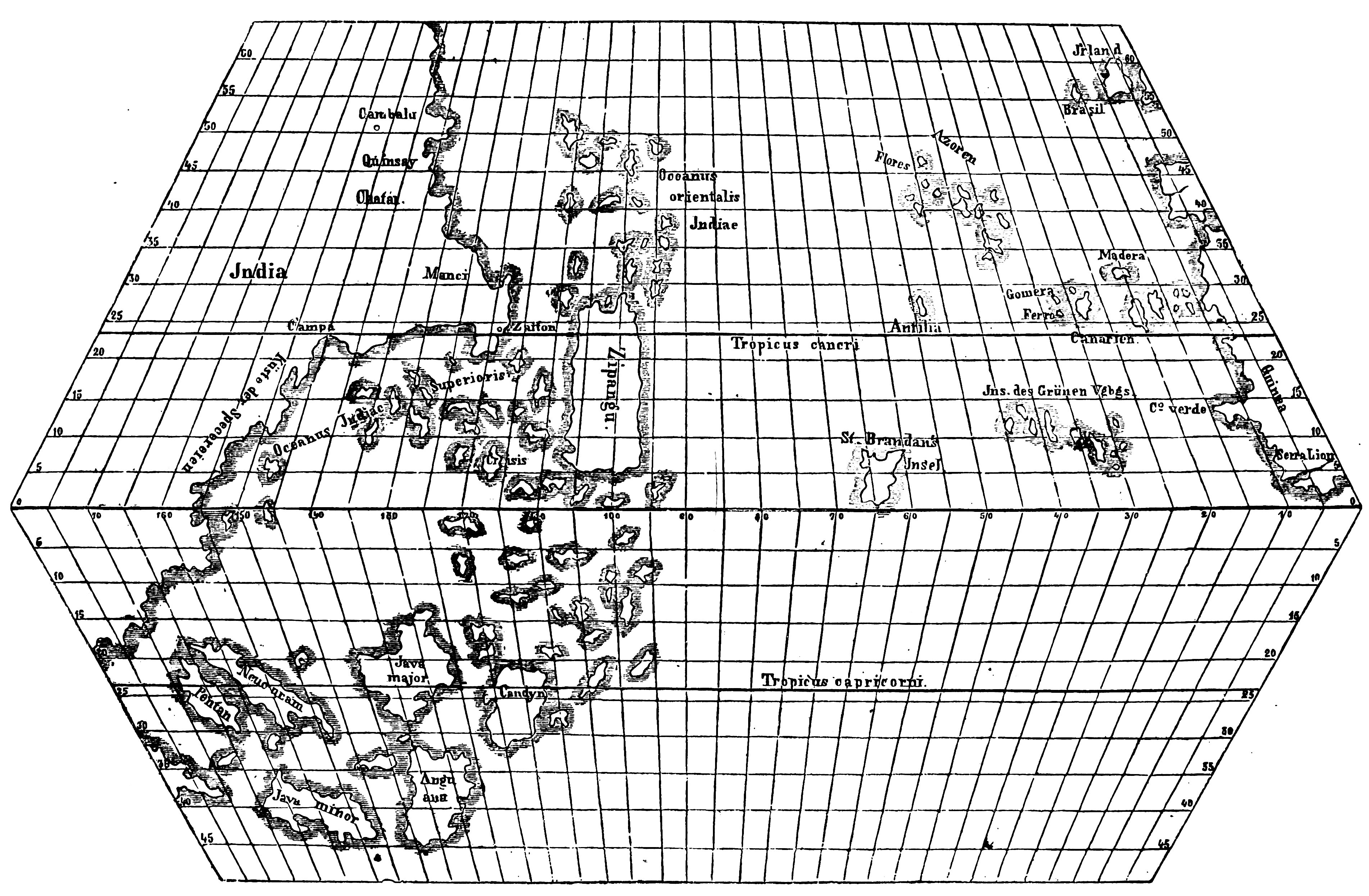
トスカネッリの世界地図

フィレンツェで医師の息子として生まれた。パドヴァ大学で数学を修め、1424年には医学博士となった。
トスカネッリは、いくつもの彗星を観測し、それらの軌道を念入りに計算したことで知られる。彼が観察した彗星には1456年のハレー彗星も含まれる。
その長命、知性、広範な好奇心によりトスカネッリはルネサンス初期のフィレンツェにおいて、知識階級の中心的人物となった。彼の友人には、サンタ・マリア・デル・フィオーレ大聖堂を作った建築家フィリッポ・ブルネレスキ、哲学者のマルシリオ・フィチーノらがいた。「万能人」レオン・バッティスタ・アルベルティとも面識があった。優れた知識人であり人文主義者の走りでもあったニコラウス・クザーヌスとは親友であった。クザーヌスは1455年に数学に関する短い論文2本をトスカネッリに捧げており、1458年の対談"De quadratura circuli"（円積問題について）では対談者にトスカネッリを選んでいる。
トスカネッリとクザーヌスは、フィレンツェとローマの知識人のネットワークに加わっていたようである。彼ら（フランチェスコ・フィレルノ、トラブゾンのジョルジオ、人文主義者ニコラウス5世、アルベルティ、ブルネレスキ）はギリシアの数学を研究していた。
1439年、バーゼル公会議のためイタリアを訪問していたギリシア人哲学者ゲオルギオス・ゲミストス・プレトンから、古代ギリシアの地理学者ストラボンのことを知る。その時までイタリアではストラボンの広範な旅行、著作、地図については全く知られていなかった。
1474年にポルトガルの友人フェルナン・マルティンス（リスボン大聖堂の司教）へ送った手紙と地図では、西回りで香料諸島やアジアに行く計画が詳細に述べられていた。マルティンスは国王アフォンソ5世の元にその手紙を持っていった。現物は失われたが、後に筆写版を入手したクリストファー・コロンブスは、航海にこれを携えていったという。トスカネッリが地球の直径を小さく見積もる誤りを犯したことは、コロンブスがアメリカ大陸をアジアと誤解する原因となった。

## 参考資料
- Armando Cortesão, Cartografia Portuguesa Antiga, Lisboa, 1960.
- Armando Costesão, História da Cartografia Portuguesa, 2 vols., Lisboa, 1969-1970.
- Davidson, Miles H. Columbus then and now: a life reexamined University of Oklahoma Press, 1997 ISBN 0806129344
- G. Uzielli, La Vita e i tempi di Paolo di Pozo Toscanelli, Roma 1894.
- Quinn, David B. Quinn The European Outthrust and Encounter: The First Phase C.1400-c.1700 Liverpool University Press, 1994 ISBN 0853232296
- Markam, Clements R. Journal of Christopher Columbus (During His First Voyage, 1492-93) and Documents Relating to the Voyages of John Cabot and Gaspar Corte Real Ayer Publishing, 1972 ISBN 0833722301
- Rahn Phillips, Carla The Worlds of Christopher Columbus Cambridge University Press, 1993 ISBN 052144652X